# ジェス・ハーネル
ジェス・ハーネル（Jess Harnell、1963年12月23日 - ）は、アメリカ合衆国の俳優・声優。ニュージャージー州ティーネック出身。

## 出演作品

### 映画
- トランスフォーマー（アイアンハイドの声、バリケードの声）
  - トランスフォーマー: リベンジ（アイアンハイドの声）
  - トランスフォーマー/ダークサイド・ムーン（アイアンハイドの声）
  - トランスフォーマー/最後の騎士王（バリケードの声）

### ビデオ映画
- キャスパー:誕生編（ファッツォ）
- コミック・ブック・ザ・ムービー（リッキー）

### テレビアニメ
- アニマニアックス（ワッコ・ワーナー）
- インヴェイジョンUSA（グローガン）
- カウ&チキン（ワークマン）
- キム・ポッシブル（市長）
- クラス・オブ・ミュージック!（アル）
- KND ハチャメチャ大作戦（シャープ）
- ザ・シンプソンズ（チャールトン・ヘストン）
- サムライジャック（リンゴ）
- ザ・リプレイス 大人とりかえ作戦（ドニー）
- ジミー・ニュートロン 僕は天才発明家!（歌声）
- 邪悪なコンカルネ（警察官）
- スティーブン・スピルバーグのトゥーンシルバニア（デッドガー・デッドマン（2代目））
- ダック・ドジャース（ゴースト）
- チャウダー（歌手）
- トータリー・スパイズ!（ジェリー）
- ハウス・オブ・マウス（ディジィ、ジィギィ、バジィ、フラップス）
- 吸血姫美夕（樫原隆司）
- ビリー&マンディ（歌手）
- ピンキー&ブレイン（フレッド、他）
- ピンクパンサー（ルーイ）
- ブンブン・マギー（メイヤー）
- ヘイ・アーノルド!（映画のナレーション）
- ペット・エイリアン（ガンパース、スワンキー 、ディンコ）
- ベン10（アナウンサー）
- パワーパフガールズ（ノーム）
- Married with Children（主題歌歌唱）
- ちいさなプリンセス ソフィア（セドリック、ギリアム卿）
- LEGO ピクサー:ブリックトゥーンズ（マーリン）

### アニメ映画
- アイ・アム・マッド（ワッコ・ワーナー）
- アイス・エイジ2（役名表記なし）
- イゴール（アナウンサー）
- WALL・E/ウォーリー（役名表記なし）
- カーズ（役名表記なし）
- カーズ2（役名表記なし）
- カールじいさんの空飛ぶ家（看護師AJ）
- 崖の上のポニョ（役名表記なし）
- クリフォード・ザ・ムービー（ディルク）
- ゲド戦記（役名表記なし）
- トイ・ストーリー2（空港の職員）
- バグズ・ライフ（バス・ビートル）
- 平成狸合戦ぽんぽこ（隠神刑部）
- ファインディング・ニモ（カモメ）
- メーターの東京レース（役名表記なし）
- リロ・アンド・スティッチ（役名表記なし）

### OVA
- アラジン完結編 盗賊王の伝説（盗賊）
- トムとジェリー 火星へ行く（バズ）
- トムとジェリー魔法の指輪（警官）
- トムとジェリー ワイルド・スピード（バズ）
- Wakko's Wish（ワッコ・ワーナー）
- わんわん物語II（バスターの歌声）

### ゲーム
- アニマニアックス・ゲーム・パック（ワッコ・ワーナー）
- キングダム ハーツ（フィンケルスタイン、ロック）
- キングダム ハーツII（フィンケルスタイン、ロック）
- クラッシュ・バンディクーシリーズ（クラッシュ・バンディクー）
  - クラッシュ・バンディクー がっちゃんこワールド
  - クラッシュ・バンディクー6
  - クラッシュ・バンディクー7
- スパイロシリーズ
  - スパイロ・ア・ヒーローズ・テイル（スパイロ）
  - スパイロの伝説：新しい始まり（追加の声）
- トランスフォーマー: リベンジ（アイアンハイド）
  - トランスフォーマー/ダークサイド・ムーン（アイアンハイド）
- ビー・ムービー・ザ・ゲーム（役名表記なし）
- ラチェット&クランクシリーズ（スマッグラー、プランバー、オウム、海賊）
- ロボッツ（ロドニー・コッパーボトル）

### 特撮
- スーパー・ヒューマン・サムライ・サイバー・スクワッド（ロックン・ロール・ヴィールスの声、ラジオナードの声、テレビの男）

### その他
- アニマニアックス ライブ!（本人出演）
- America's Funniest Home Videos（ナレーター）
- Transformers: The Ride（アイアンハイドの声）

## 参加作品

### 音声演出
- ペット・エイリアン

### その他（参加作品）
- コミック・ブック・ザ・ムービー（プロデューサー、挿入歌作詞）